# Ahlum
Ahlum is een plaats en voormalige gemeente in de Duitse deelstaat Saksen-Anhalt, en maakt deel uit van de Landkreis Altmarkkreis Salzwedel. Op 1 januari 2009 zijn Ahlum en Bierstedt samengevoegd met de gemeente Rohrberg.
Ahlum telt 487 inwoners.